# Libertów

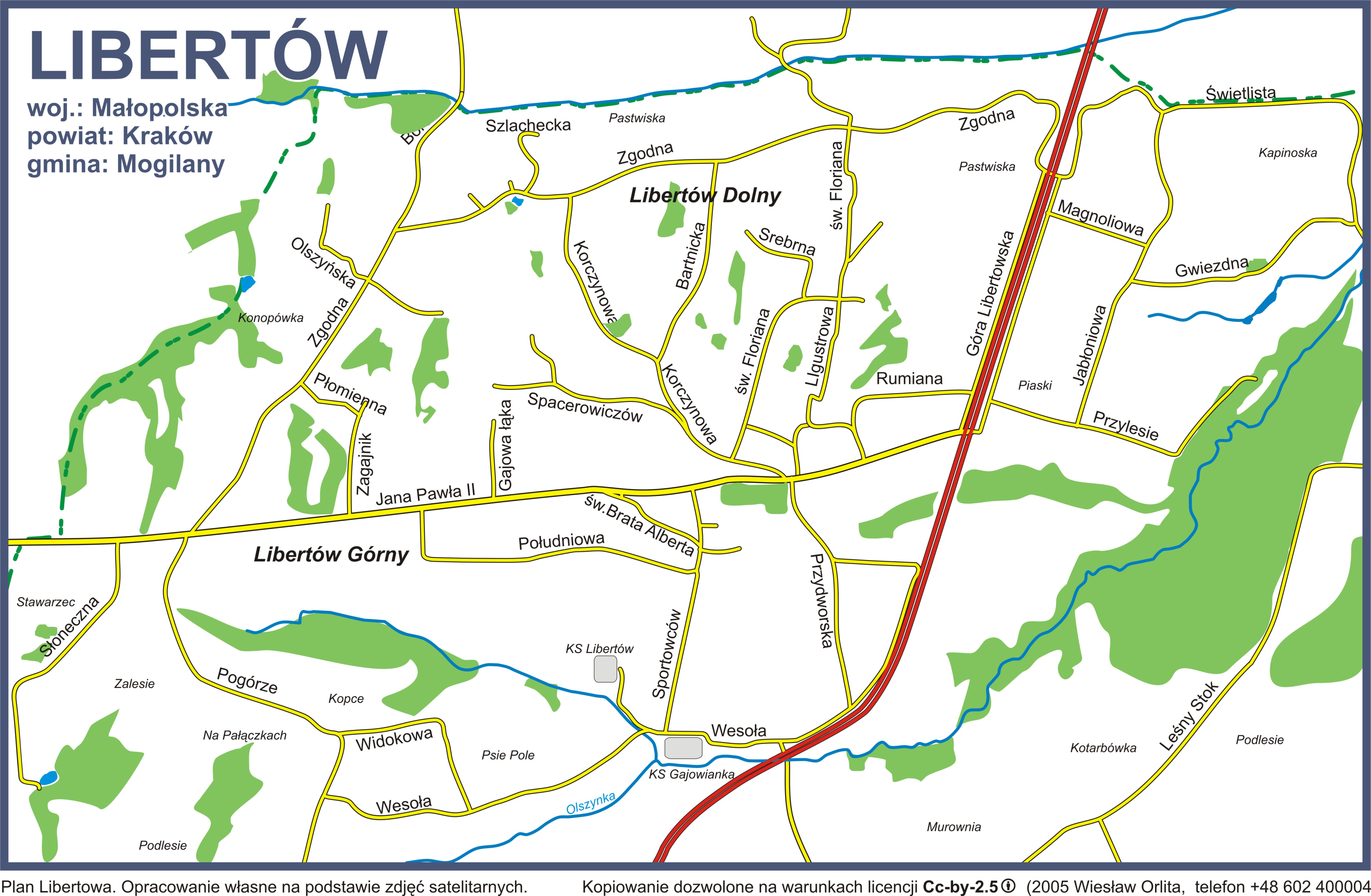
Plan Libertowa

Libertów – wieś w Polsce położona na progu Pogórza Wielickiego, osiągającego tam wysokość 335 m n.p.m., w województwie małopolskim, w powiecie krakowskim, w gminie Mogilany.
W latach 1954–1961 wieś należała i była siedzibą władz gromady Libertów, po jej zniesieniu w gromadzie Mogilany. W latach 1975–1998 miejscowość administracyjnie należała do województwa krakowskiego. 
Przez miejscowość przechodzi łącząca Kraków z Chyżnem droga krajowa 7, stanowiąca na tym odcinku część tzw. Zakopianki.
Najbliższe miasta to Skawina, Świątniki Górne i Kraków.

## Historia Libertowa
Pierwotnie Libertów graniczył z Brzyczyną, Sidziną, Opatkowicami, Zbydniowicami i Lusiną. Na północ od Libertowa ciągnął się ważny trakt handlowy, zwany „Solną Drogą”, a łączący Wieliczkę z dzielnicą śląską. Trakt ten był chętnie używany przez kupców solnych pragnących w swej drodze ominąć Kraków. Bliskość tego traktu wpływała jednak stymulująco na rozwój wsi znajdujących się w granicach jego oddziaływania.
W opracowaniach można napotkać informacje o rzekomym osadnictwie tatarskim koło Krakowa, między innymi w Libertowie i sąsiedniej Brzyczynie. Jednak brak jakichkolwiek wiarygodnych źródeł, które potwierdzałyby tę tezę.
Najstarsze zachowane formy toponomastyczne nazwy wsi brzmiały: Liberthow (1322), Lubertow (1394), Lambertow (1397), Lyberthow (1399), Luberthow (1403), Liberthouicze (1409), Lubertouicze (1425), Lambierthow (1430), Lamberthow (1434), Lubyertow (1435), Lubiertow (1448), Lyvbyerthow (1454), Lybyerthow (1458), Lubyerthow (1460), Libiertow (1523), Lubortow (1567), Libierthow (1586). Mapa administracyjna Galicji i Lodomerii („Administrativ Karte von den Königreichen Galizien und Lodomerien”) z 1855 roku podaje nazwę Libiertów.
Nazwa „Libertów” jest nazwą osobową, wskazującą na związek własnościowy osady z osobą noszącą imię Libert.

### XIV w.
Libertów był wsią rycerską, a później szlachecką. Miejscowość była notowana w źródłach historycznych od 1322 roku. Słownik geograficzny Królestwa Polskiego i innych krajów słowiańskich wspomina, że bracia Stanisław i Wawrzyniec, wnukowie „Comesa Larentiusa posiadali w 1322 Libertów pod Mogilanami”. Bracia przegrali wówczas przed sądem ziemskim krakowskim proces z Kapitułą Krakowską o prawa do wsi Bawół, której ich dziadek, komes Wawrzyniec (Laurentius) był dziedzicem (poświadczonym co najmniej od 1278). Zgodnie ze wspomnianym rozstrzygnięciem sądowym wydanym przez biskupa krakowskiego Nankera bracia Stanisław i Wawrzyniec mieli utracić także prawo patronatu kościoła św. Wawrzyńca we wsi Bawół, ale równocześnie nie byli zobowiązani do płacenia na rzecz tego kościoła dziesięciny, gdyż była to dziesięcina swobodna wnoszona na prawie rycerskim (iure militari), co wynikało z wyróżnionej własności ziemskiej, obowiązującej przed nadaniem w 1374 generalnego Przywileju koszyckiego. Z tego należy wnioskować o rycerskim charakterze wsi Libertów, o pełnym charakterze jej własności i o publicznoprawnym władztwie właściciela wsi nad poddanymi. W 1394 „Księgi ziemskie krakowskie” wzmiankowały Jakusza z Libertowa, syna Czadra.

### XV w.
W latach 1394–1418 wieś była w posiadaniu Lorka, Wawrzyńca z Libertowa herbu Czewoja. W 1434 posiadaczem dóbr we wsi jest syn Wawrzyńca (Lorka) – Jan z Libertowa (Jan Libertowski, Lambertowski, Lubiertowski). W 1447 wdowa po nim, Jadwiga, przekazuje około połowę majątku Mikołajowi z Boczowa, (zięciowi) Jakubowi z Sułowa i (zięciowi) Janowi (Rozokowi) z Czyrzowa. W tym połowę dóbr w Libertowie, wraz z libertowskim młynem i Małym stawem, a pozostałą część zachowuje jako posag.
W 1439 roku Jan Libertowski przystąpił do nowokorczyńskiej konfederacji Spytka z Melsztyna.
W 1469 Świętochna, żona Mikołaja z Kocmyrzowa zrzeka się sądownie swych udziałów w dobrach wsi Libertów, Brzyczyna i Gaj na rzecz Sulisława alias Sułka (Sulecz) z Libertowa.
Pod koniec XV w. właścicielem Libertowa został krakowski podrzędczy Stanisław Dąbski herbu Rola ze Zwola (Wolica, obecnie część wsi Siercza). 
1475–1476 Sułek z Libertowa dokonał z Dąbskim zamiany dóbr w Libertowie, Brzyczynie i Gaju (wcześniej nabył udziały w tych wsiach od Jana Rozoka, drugiego z zięciów Jana z Libertowa oraz od Świętochny żony Mikołaja Kośmirzowskiego) za wieś Zwola. Z tego okresu pochodzi pierwszy opis wsi pozostawiony przez Długosza w Liber beneficiorum dioecesis Cracoviensis. Łaciński tekst Długosza informował o tym, że w Libertowie było 10 łanów kmiecych, karczma (z osobnym gruntem) i ogród. W latach 1470–80 dziesięcina snopowa i konopna z łanów kmiecych, zagród z rolami i z karczmy w Libertowie stanowiła prebendę kościoła św. Wawrzyńca na Kazimierzu (nieistniejący od XVIII w.) i klasztoru Bożego Ciała zaś dziesięcinę folwarczną przekazywano proboszczowi w Gaju. Stanisław Dąbski był równocześnie właścicielem okolicznych wsi, m.in. Brzyczyny Większej i Brzyczyny Mniejszej. W tym okresie Libertów określano jako przynależny do powiatu szczyrzyckiego, ale w części dokumentów wskazywano, że Libertów należy do powiatu krakowskiego.
Przed rokiem 1490 zamordowany został Jan Dąbski, syn Stanisława Dąbskiego. Zofia, córka Stanisława Dąbskiego (wdowa po Jakubie ze Sroczyc) pozywa Żegotę z Mojkowic oraz Grabna i oskarża go o to, że działając wraz „z trzema równymi sobie i trzema niższego stanu” na królewskiej drodze między Grabnem a Wojniczem zabił jej brata, Jana Dąbskiego. Zofia Dąbska domagała się wypłacenia główszczyzny („Acta terrestria Cracoviensia” 153, s.100). W 1490, po śmierci Stanisława Dąbskiego, dobra w Libertowie, Gaju i Brzyczynie dziedziczy jego młodszy syn, Hieronim Dąbski. Hieronim deklaruje wolę wykupienia z zastawu od Bernarda Kani z Wrząsowic na dobrach w Libertowie, Gaju i Brzyczynie Małej, zaś od Tomasza Sułowskiego zasawu na dobrach z Brzyczyny Małej. W latach 1490–1491 Hieronim z Libertowa zamienia się majątkami z Mikołajem Czarnym z Podola. Hieronim przekazuje przypadające na niego dobra w Libertowie, Brzyczynie oraz w Gaju i dopłaca 800 florenów węgierskich, dodaje trzy konie zbroję o wartości 150 florenów węgierskich. W zamian otrzymuje majątek w Jawczycach pomiędzy Łazanami a Zborowem (dziś: Zborówek).
Wkrótce po wymianie (1491) Mikołaj Czarny jednak składa protest i zgłasza, że był gotów wykupić z zastawu od Bernarda Kani z Wrząsowic części majątku w Gaju i Libertowie, a od Tomasza Sułowskiego zastawu na dobrach w Brzyczynie Małej. Ostatecznie Czarny nabywa od Bernarda Kani te części Libertowa i Gaju, które stanowiły zastaw u sędziego grodzkiego krakowskiego, Mikołaja Oraczowskiego z Przybysławic.

### XVI w.
W 1519 Adam Sułowski, dziedzic Libertowa, Gaju i Brzyczyny sprzedaje część tych dóbr Adamowi Niewiarowskiemu z Niewiarowa za 100 grzywien.
W 1520 „Księgi grodzkie krakowskie” opisują dział dóbr w Gaju. Stronami są: Adam Sułowski z Libertowa i bracia Mikołaj, Jan, Stanisław i Walerian Połomscy. Adamowi Sułowskiemu przypada las między polami folwarku w Gaju a granicą Libertowa, 3 kmieci z siedliskiem (od nawsia do granicy z Libertowem). Bracia Połomscy otrzymują łącznie między innymi dwór z rolami folwarku wraz z sadzawką i pasieką – do granic łąk proboszcza z Gaju –  3 kmieci, 2 sadzawki i zagajniki. W 1523 Adam Sułowski z Sułowa uzyskuje zgodę króla Zygmunta Starego na sprzedaż rocznego czynszu (5 grzywien) w Libertowie, Gaju i Brzyczynie za 400 florenów (lub za 200 florenów) klasztorowi na Skałce.
„Księgi podkomorskie krakowskiego” z 1542 wspominają o lesie położonym między Gajem, a Libertowem. Las w Libertowie został w znacznej mierze wycięty na przełomie 1943/44 roku, gdy wojsko niemieckie budowało umocnienia i okopy wokół Krakowa.

### XVII w.
W pierwszej połowie XVII w. część Libertowa wraz z dworem, oraz wsią Gaj, Konary, Kopań, Brzyczyna znalazł się w rękach rodziny Cikowskich. W 1611 wspomniane dobra przejął podkomorzy krakowski Stanisław Cikowski herbu Radwan. Później stały się one własnością męża Zofii, wnuczki Stanisława Cikowskiego – Krzysztofa Ossolińskiego, wojewody sandomierskiego. Od 1647 dobra libertowskie z przyległymi wsiami były we władaniu rodziny Waksmanów (Waxmanów), która przybyła z Norymbergi. Libertowem władał burgrabia krakowski Jan Aleksander Waksman (1694), a od 1698 Zofia Waksman.

### XVIII w.
W 1776 dobra w skład których wchodził Libertów z przyległymi wsiami (Gaj, Konary, Kopań, Brzyczyna) zostały podzielone na 5 części.

### XIX w.
Od początku XIX w. dobra libertowskie stanowiły własność rodziny Skorupków-Padlewskich herbu Ślepowron. Libertowem władali: Justyna Padlewska, z domu Hawel (1801–1802), Szymon Skorupka-Padlewski (1802–1843), Adam Skorupka-Padlewski (1844–1849), Ludwika Skorupka-Padlewska (1846–1854), a później spadkobiercy Szymona Padlewskiego: Józef Skorupka-Padlewski (1854–1905) i współwłaścicielka Stefania Michniewska. W 1887 Józef Padlewski dysponował uprawnieniami „znawcy w rzeczach dóbr tabularnych”. Także w 1901 roku pełnił obowiązki „Znawcy do oszacowania większych posiadłości, gruntowych, lasowych i realności połączonych z większemi przedsiębiorstwami przemysłowemi” C. k. Sądu krajowego w Krakowie.
W roku 1848 nastąpiło uwłaszczenie chłopów w Polsce. W 1867 „Ustawa gminna” wprowadziła nowy podział administracyjny w Galicji. Libertów został włączony do powiatu Wieliczka, a równocześnie stał się gminą jednostkową, z własną Radą gminną i wójtem. Pierwszym wójtem Libertowa był prawdopodobnie Andrzej Wrona. W 1868 w Gaju uruchomiono szkołę parafialną, do której uczęszczały dzieci z terenu całej parafii, w tym z Libertowa.
Dziedzice libertowscy byli kolatorami parafii w Gaju aż do XX wieku. Właściciel Libertowa Józef Skorupka-Padlewski w 1871 roku przedstawiał biskupowi do zatwierdzenia kandydaturę ks. Józefa Michalca na proboszcza w Gaju. W roku 1889 rekomendował ks. Wincentego Florczyka, a jego następca, Stanisław Skorupka-Padlewski prezentował biskupowi ks. Jana Skwarczyńskiego w roku 1901.

### XX w.
W 1906 roku Libertów został wyłączony z zakresu szkolnego szkoły w Gaju i utworzono nową, 1-klasową szkołę w Libertowie. W latach 1905–1940 dobra w Libertowie były w posiadaniu dr. Zygmunta Skorupki-Padlewskiego, który w sierpniu 1911 został wybrany na przysięgłego Sądu krajowego karnego. Podczas okupacji niemieckiej (1940–1945) opiekunem majątku w Libertowie był Wojciech Padlewski, sprawujący władzę w imieniu małoletniego wówczas krewnego Władysława Padlewskiego, któremu majątek był należny na mocy testamentu Zygmunta Padlewskiego.
Podczas przechodzenia frontu II wojny światowej w styczniu 1945 roku w Libertowie spłonęło 12 domów ze stodołami oraz dworskie stodoły i
spichlerz. Krótko po przejściu frontu dawni działacze KPP i KZMP zainicjowali parcelację majątku dworskiego. W lipcu 1949 roku w Libertowie utworzona została Rolnicza spółdzielnia produkcyjna imienia Manifestu Lipcowego. W 1956 roku dysponowała już 123 ha gruntów.
W latach 1955–1961 w Libertowie mieściła się siedziba Gromadzkej rady narodowej dla wsi Libertów, Gaj i Lusina. 1 września 1956 w Libertowie uruchomiono nową szkołę. W 1956 roku kierownik szkoły w sąsiednich Opatkowicach zapisał, że w reakcji na wydarzenia październikowe uczniowie szkoły w Libertowie „znieważyli portrety byłych dostojników państwa paląc je w piecu”.

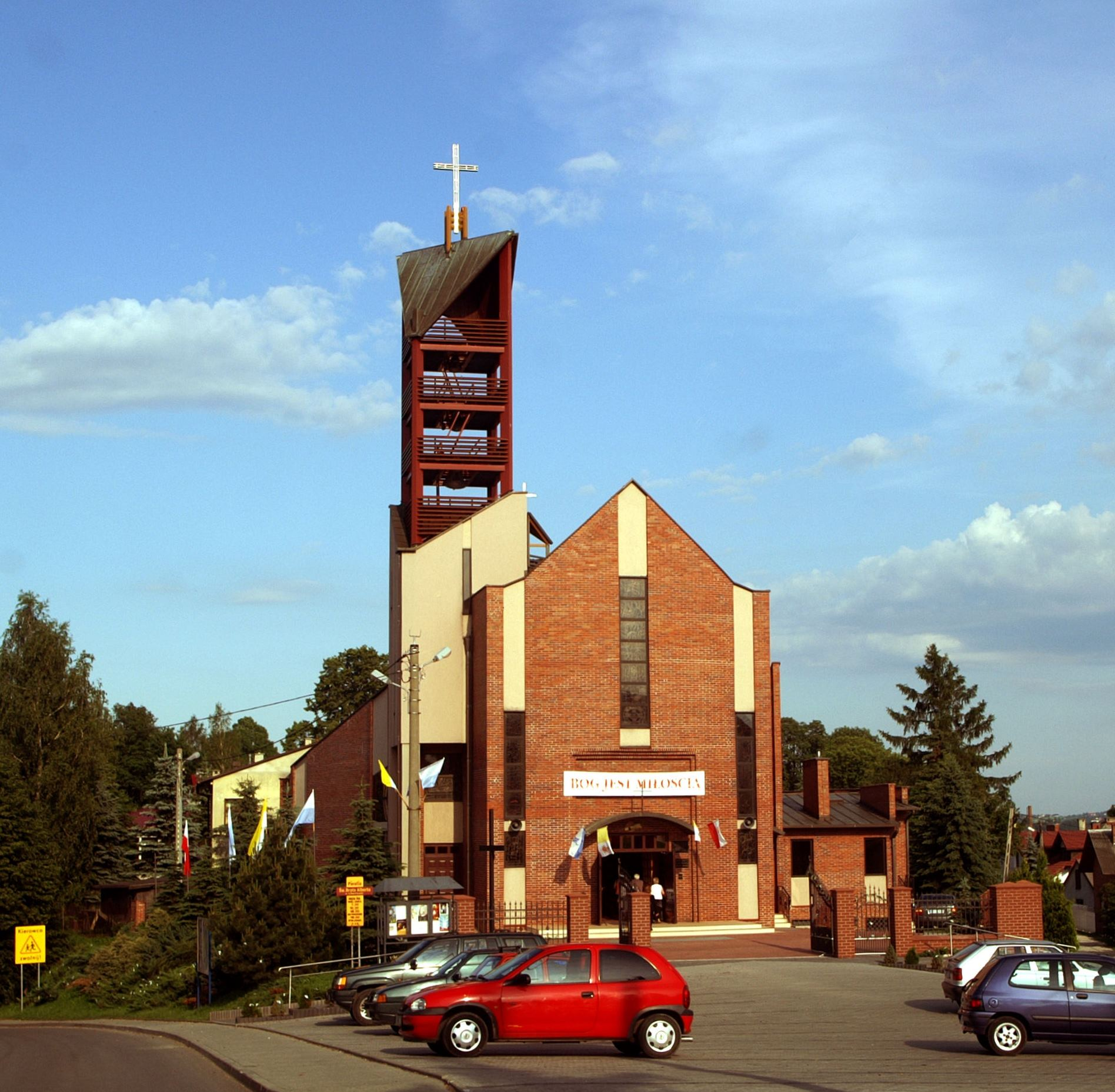
Kościół pod wezwaniem św. Brata Alberta w Libertowie

W 1962 roku przeprowadzono elektryfikację Libertowa.
W 1971 roku zespół dworski w Libertowie, w skład którego wchodzi dwór i park, zostały wpisane do rejestru zabytków nieruchomych województwa małopolskiego (nr rej.: A-340 z 1.12.1971.
Po reformie administracyjnej Krakowa z 1973 roku do miasta włączono Opatkowice, Sidzinę oraz część Zbydniowic i Lusiny. Wtedy też włączono do Krakowa część północnych gruntów Libertowa, które widnieją w dawnych planach katastralnych Galicji. Libertów został włączony do gminy Mogilany (w okresie 1962–1972 podlegał Gromadzkiej Radzie Narodowej w Mogilanach).
Libertów od początków przynależał w administracji kościelnej do parafii Narodzenia Najświętszej Maryi Panny w Gaju, którą erygowano w 1325 r. Natomiast w 1985 r. poświęcono w Libertowie kaplicę pod wezwaniem błogosławionego Brata Alberta. Od 1998 parafia libertowska ma swój własny kościół pod wezwaniem św. Brata Alberta. Został konsekrowany w 2001 roku.

### XXI w.
W roku 2002 ulicom w Libertowie zostały nadane nazwy.

## Zabytki
Obiekt wpisany do rejestru zabytków nieruchomych województwa małopolskiego.
- Zespół dworski w Libertowie: dwór, park.

## Części wsi
| SIMC    | Nazwa       | Rodzaj    |
| ------- | ----------- | --------- |
| 0326919 | Działy      | część wsi |
| 0326925 | Gońska Łąka | część wsi |
| 0326931 | Kapinoska   | część wsi |
| 0326948 | Knapówka    | część wsi |
| 0326954 | Kopań       | część wsi |
| 0326960 | Pastwiska   | część wsi |
| 0326977 | Piaski      | część wsi |
| 0326983 | Pod Widomą  | część wsi |
| 0326990 | Psie Pole   | część wsi |
| 0327008 | Za Lasem    | część wsi |